# Ágora (banda)
Ágora es una banda mexicana de heavy metal progresivo, formada en 1996, originaria de la Ciudad de México. Hasta el momento cuentan con 5 álbumes de estudio. 

## Inicios
Nació en julio de 1996, con Manuel Vázquez, Eduardo Carrillo y Alejandro Romero. Se conocen en la preparatoria y al compartir los mismos intereses deciden comenzar una banda. Sin embargo, el proyecto inicia de manera formal en octubre del mismo año, con la llegada de Pablo Lonngi, Vásquez Barragán y Bosch y el estreno de su primera producción Segundo Pasado en 2001. La banda toma su nombre Ágora por la antigua plaza griega con el mismo nombre en donde según la banda, “no había temor a la represión y cualquiera podía ir a expresar sus ideas”.

## Trayectoria
Han tenido varios cambios en su alineación. En marzo de 2000, Eduardo Contreras, exvocalista de Tercer Acto y Coda, ingresa a la agrupación como vocalista, cubriendo así la salida de Bosch. Por otro lado, en 2005, el bajista Pablo Lonngi abandonó el grupo, por lo que fue sustituido por Daniel Villarreal.
En diciembre del 2000, graban su primer disco con la disquera Argenta Records. Su producción es llamada Segundo Pasado y se grabó en los estudios Artek bajo la producción de Toño Ruiz, exintegrante del grupo Coda y Julián Velásquez. Se estrena dicha producción en 2001 y es muy bien recibido por los fanes del género, tanto así que recibieron premios como la Estatuilla La Diabla, además de ser reconocida por la revista Nuestro Rock por ser de los mejores 30 discos del 2001, segundo lugar dentro de los mejores grupos de metal y en cuarto lugar de los mejores discos independientes. También empezaron una gira por varios meses del 2002 y 2003, por ciudades de México como la Ciudad de México, Oaxaca, Veracruz, Monterrey y Guadalajara, entre otros.
En 2005 se estrena su segundo disco Zona de Silencio y lo presentaron oficialmente en el Hard Rock de la capital del país a mediados del 2006. Con el material de ese disco organizaron una gira para participar con bandas internacionales como Deep Purple, Helloween, Hammerfall, Stratovarious y Rata Blanca, además de participar por primera vez en el Vive Latino 2006. El 10 de junio de 2006, cuando iban de camino a Chiapas tuvieron un accidente automovilístico grave, por lo que estuvieron inactivos por más de un año. Regresaron con un concierto en el Hard Rock Live! en la Ciudad de México.
En marzo de 2009, participaron para el Maiden Fest, con Iron Maiden en el Foro Sol junto con Carcass, Atreyu y Morbid Angel. En abril de 2010 abren para otro grande del metal, Megadeth. También se presentan por tercera ocasión en el Festival de Rock Latinoamericano: Vive Latino, llevado a cabo en el Foro Sol. Dos años después, la banda Kiss y Mötley Crüe invitan a Ágora a compartir escenario el 29 de septiembre de 2012 en el Foro Sol.
El año 2014 tuvo muchos eventos importantes para Ágora. Principalmente se pueden mencionar su invitación a participar en los dos conciertos de Judas Priest durante su tour en México el 8 y 11 de mayo de 2014 en el Auditorio Banamex de Monterrey. Además, la banda estaba programada para participar en el evento Hell and Heaven Fest junto con otras agrupaciones como Guns N' Roses, Kiss, Limp Bizkit, Korn, Rob Zombie y Twisted Sister en marzo de 2014, pero fue cancelado debido a que las autoridades negaron los permisos correspondientes y no fue posible asegurar otro espacio para el evento a tiempo. Sin embargo, se confirmó que se llevaría a cabo en octubre del mismo año y terminaron presentándose en el Autódromo Hermanos Rodríguez en la Ciudad de México, aunque sin la participación de Guns N' Roses y Twisted Sister. Para culminar con sus eventos en 2014, también participaron en el Festival Rock del Parque en Colombia, realizado en el parque Simón Bolivar. Ágora compartió el escenario de BIO con bandas como Black Label Society, Molotov, La Gusana Ciega y Exodus.
Para su quinta producción, Ágora preparó un disco grabado en vivo, Vértigo Vivo, junto con un DVD, y lo presentaron en un cine de la Ciudad de México el 3 de febrero de 2015.
El 19 de marzo de 2017 participaron en el concierto Vive Latino 2017 junto con otras bandas populares.
En septiembre de 2024, son banda telonera de Metallica, en su gira "72 seasons".

## Integrantes
Miembros activos: 
- Eduardo ''NAT'' Contreras - vocales (Activo desde 2000) exvocalista de Tercer Acto y Coda[2]
- Manuel Vázquez - guitarra (Activo desde 1996)
- Eduardo Carrillo - batería (Activo desde 1996)
- Sergio Aguilar - guitarra (Activo desde 1998)
- Daniel Villarreal - bajo (Activo desde 2004)

Integrantes anteriores:
- Bosch - vocales (1996-2000)[22]
- Héctor Barragán - teclado (1996-2015)
- Alejandro Romero - guitarra (1996-1998)
- Pablo Lonngi - bajo (1998-2004)

## Discografía
- Segundo Pasado[23]

01. Segundo Pasado
02. Ansiedad
03. Refugio Vital
04. En la Eternidad
05. Sin Despertar
06. Lágrimas Secas
07. Enraizado
08. Soñar Despierto
Año 2001. Compuesto por AGORA Grabado en: Artekaudio, Ciudad de México
Productor: Tonio Ruiz Coproductor/Ingeniero: Julián Velázquez
Distribuidor: Intolerancia Records
Sello discográfico: Argenta Records, Dilemma, Iguana Records
- Zona de Silencio[25]

01. 365
02. Persiste
03. Una Sola Palabra
04. Desde La Tempestad
05. Sobrevivir
06. Zona De Silencio
07. Solo En El Viento
08. Renacer
09. Seres Eternos
10. Dunas De Mar
Año 2005.Compuesto por AGORA
Grabado en: Música en Concepto Studios Ciudad de México
Remezclado y remasterizado 2017: Dan Swanö Unisound Studios Alemania.
Productor y editor digital: Tonio Ruiz
Músico Invitado: Grace Terry, para el Intro “Dunas de Mar”
Sello discográfico: Iguana Records
- Silencio Acústico[26]

01. Sin Despertar
02. Cambio De Aura
03. Desde La Tempestad
04. Segundo Pasado
05. Una Sola Palabra
06. Ansiedad
07. Renacer
08. Refugio Vital (En vivo)
09. Fingiendo Sueńos (En vivo)
Año 2008.Compuesto por AGORA
Grabado, Mezclado y Masterizado en: Coldtracks México D.F.
Productor: AGORA
Ingeniero: Jorge Martínez (TAK)
Distribuidor: Intolerancia Records
Sello discográfico: Iguana Records
- Regresa al Vértigo

01. 0100101101000010
02. Hombre Máquina
03. Víctima
04. Asesino de Almas
05. En la Nada (sencillo)
06. Regresa al Vértigo
07. No hay Paso Atrás
08. Siluetas en el Aire
09. Oscuridad
10. Días de Sombra
11. 1000 Futuros
Año 2011. Compuesto por AGORA
Grabado en: Cold Tracks Studios y TR Mix Room México D.F.
Mezclado y Masterizado en: Tower Studio, Montpellier Francia.
Producción y Grabación: Tonio Ruiz
Distribuidor: Intolerancia Records
Participaciones Especiales:
•Anna Fiori: Voz Soprano”Oscuridad”
•Tonio Ruiz: Solo outro “1000 Futuros”
•Sabo Romo, Lino Nava, Tonio Ruíz, Brett Caldas, Anna Fiori,
Gus Santana, Maligno, Mike Gonzalez, AGORA,
Dave Shamanes: Coros “1000 Futuros”
Sello discográfico: Intolerancia Records
Incluye documental: Detrás del vértigo.
- Vértigo Vivo (CD DVD)[27][15]

01. 00100101101000010
02. Hombre máquina
03. Víctima
04. Refugio vital
05. En la nada
06. Regresa al vértigo
07. Asesino de almas
08. Dunas de mar
09. Seres eternos
10. Siluetas en el aire
11. 365
12. Una sola palabra
13. No hay paso atrás
14. 1000 futuros
15. Oscuridad
16. Días de sombra
17. Segundo pasado
18. Renacer
Año 2014-2015
Compuesto por AGORA
Grabado en vivo en: El Plaza Condesa de la Cd. de México el 25 de noviembre de 2011
Mezclada y Mastering: Jorge “Tak” Martínez
Distribuidor: Intolerancia
Licencia en uso: Universal Publishing
|}

## Videos oficiales
| Título                | Fecha de estreno | Sello discográfico   | Información |
| --------------------- | ---------------- | -------------------- | --- |
| En La Nada (Sencillo) | 2011             |                      | Directed by: Julio Muñoz |
| Vértigo Vivo (DVD)    | 2015             | Intolerancia Records | Compuesto por AGORA Grabado en vivo en: El Plaza Condesa de la Ciudad de México el 25 de Nov del 2011 Productor: AGORA Mezclado y Mastering: Jorge “Tak” Martínez Distribuidor: Intolerancia Licencia en uso: Universal Publishing • Invitado para el Intro de “Dunas de mar”: Grace Terry |

## Nominaciones y premios
| Evento    | Lugar  | Fecha | Premio                                                 |
| --------- | ------ | ----- | ------------------------------------------------------ |
| IMAS 2012 | México | 2016  | "Mejor disco de metal" por su álbum Regresa al Vértigo |

Otros reconocimientos:
- Segundo pasado obtuvo la estatuilla "La Diabla".[6]
- La revista "Nuestro Rock" calificó el disco Segundo pasado de Ágora como uno de los mejores 30 discos de 2001. Además de darle el segundo lugar de los mejores grupos de metal, y cuarto, en la categoría de discos independientes.[2]
- Según OC Weekly es una de las 10 mejores bandas mexicanas de metal.[29]